# Янош Кадар
Янош Кадар (на унгарски: Kádár János) е унгарски политик комунист (оригиналното му име е Янош Йожеф Черманек - Csermanek József János). Вицепремиер в правителството на Имре Над. От 1 ноември 1956 г. застава начело на Унгарската социалистическа работническа партия. Партията управлява от 1956 г. до 1988 г., като два пъти е министър-председател на Унгария (1956 - 1958 г. и 1961 - 1965 г.).

## Ранни години
Роден е във Фиуме, което по това време е в Австро-Унгарската империя. Янош Кадар е незаконно дете на Борбола Черманек, прислужница от словашко-унгарски произход и войника Янош Крецингер, а бъдещият унгарски лидер прекарва детството си в лишения и бедност.
През 1918 г., на шестгодишна възраст, се премества с майка си в Будапеща. Като най-добър ученик на класа в началното народно училище, той получава правото да учи безплатно във Висшето начално градско училище. Въпреки това, от 14-годишна възраст, той е принуден да напусне училище. Работи като помощен работник, а след това механик в печатница. В юношеските си години обича книгите, шахмата и футбола. На 16-годишна възраст Янош печели открит шахматен турнир и е награден с книгата "Анти-Дюринг" на Фридрих Енгелс в превод на унгарски език, който по собствено признание стимулира интереса му към марксизма и променя начина на мислене.

## Дейност преди и по време на Втората световна война
Присъединява се към нелегалната унгарска комунистическа партия през 1931 г., поради което е арестуван многократно за незаконна политическа дейност.
По време на Втората Световна война се бие на страната на Чехословакия.

## Участие във властта
На изборите през 1946 г. е избран за заместник главен секретар на Унгарската комунистическа партия и през 1949 г. става министър на вътрешните работи и оглавява Будапещската секретна полиция. Кадар става известен като върл привърженик на партията и Сталин, след като арестува Ласло Райк, който критикувал опитите на Съветския съюз да наложи сталинистки стил на управление в Унгария.
През 1951 г. Кадар е обвинен от премиера Матяш Ракоши в предателство и подкрепа на Тито, но е освободен през 1953 г.
Назначен е като лидер на тежкия индустриален сектор на Будапеща, където намира много привърженици сред работниците, които искат по-голяма свобода при сключването на търговски сделки. Става заместник премиер в новосъздаденото правителство, оглавено от Имре Над.
Над започва процес на либерализация като премахва цензурата в пресата, освобождава много политически затворници и излага искания за напускане на Варшавския договор. Кадар е силно против тези промени и започва да ненавижда Над.

## Унгарската революция през 1956 г. и поемане на управлението
Янош Кадар е централна фигура в събитията след Унгарската революция през 1956 г., допринесла за свалянето на Над. Следвайки Съветската инвазия и премахването на Наги на 8 ноември в 5:05 сутринта по радиото на Червената армия Кадар обявява образуването на Революционно Работническо-селско правителство съставено изцяло от комунисти. Кадар става министър-председател и лидер на комунистическата партия, която е преименувана на Унгарска социалистическа работническа партия. Той обявява програма от 15 точки:
1. да защитава унгарската независимост и суверенитет
2. да защитава демократичните и социалистически права на хората
3. да спре братоубийствените боеве и да възстанови реда
4. да създаде братски отношения с другите социалистически страни
5. да сътрудничи мирно с всички страни независимо от формата им на управление
6. бързо и ефективно да вдигне стандарта на живот за всички унгарци
7. подобряване на пет-годишния план, за да се подобри стандарта на живот
8. елиминиране на бюрокрацията и разширяващата се демокрация в полза на работниците
9. поради разширената демокрация работата трябва да бъде извършвана във фабрики и предприятия
10. за увеличаване на селскостопанската продукция се премахва задължителните доставки и помощи на индивидуалните фермери
11. да гарантира демократични избори във вече съществуващите административни секции
12. да подпомага занаятчиите и търговията на дребно
13. да развива унгарската култура в духа на унгарските традиции
14. Унгарското революционно работническо-селско правителство, което работи в интерес на народа, да поиска помощ от Червената армия, за да смаже левицата и да възстанови реда и спокойствието в Унгария
15. да преговаря със силите от Варшавския договор за напускането на Унгария

Кадар заявява, че „всеки, който не е срещу нас, е с нас“ и че обикновените хора могат да четат, говорят и дори пишат с уместна свобода без да се страхуват. Всички действия на Кадар и точки от плана му работят за народа. Само петнайсета точка бива премахната след натиск от Варшавския договор и 200 000 съветски войници са изпратени в Унгария.
На 17 юни 1958 г. правителството на Кадар обявява, че последователите на Наги са обвинени в предателство и саботиране на демократичния строй, също така и че Имре Над, Пал Малетер и Миклош Гимеш са екзекутирани за тези престъпления.
През 1976 г. получава Ленинска награда за мир от съветското правителство.

## Оттегляне от властта
През май 1988 г. Янош Кадар престава на бъде член на Политбюрото на Унгарската социалистическа работническа партия, и заема новосъздадения за случая пост с главно церемониален характер „председател на Унгарската социалистическа работническа партия“.
През май 1989 г. е освободен от поста председател и е изваден от Централния комитет.
Умира на 6 юли 1989 г., по случайност на същия ден, когато унгарският Върховен съд обявява решението си за реабилитацията на Имре Над.
Месец преди смъртта си той кани католически свещеник да го посети, което е изненада за роднините на Кадар..

## След смъртта
На 2 май 2007 г. гробът на Янош Кадар и съпругата му е осквернен от неизвестни лица. Черепът на Кадар и голяма част от костите му, както и урната, съхраняваща праха на съпругата му, безследно изчезват. Намерените наоколо разпръснати кости са заровени обратно в гроба на 5 май 2007 г.